# Llista d'episodis d'Avatar: L'últim mestre de l'aire
Avatar: L'últim mestre de l'aire és una sèrie d'animació estatunidenca produïda per la cadena televisiva Nickelodeon i creada per Michael Dante DiMartino i Bryan Konietzko. Fou estrenada el 21 de febrer del 2005 i finalitzà el 19 de juliol de 2008 als Estats Units.
La sèrie consta de 61 episodis, dividits en tres temporades, anomenades "llibres", que prenen el nom dels tres elements que l'Aang, el protagonista, ha d'aprendre a dominar: Aigua, Terra i Foc.

## Temporades
|              | Temporades           | Episodis | Any d'emissió                                   | Any d'emissió                                  |
| Estats Units | Temporades           | Episodis | Catalunya                                       |                                                |
| ------------ | -------------------- | -------- | ----------------------------------------------- | ---------------------------------------------- |
|              | Llibre Primer: Aigua | 1-20     | 21 de febrer del 2005 a 2 de desembre del 2005  | 31 de desembre del 2007 a 25 de gener de 2008  |
|              | Llibre Segon: Terra  | 21-40    | 17 de març del 2006 a 1 de desembre del 2006    | 28 de gener de 2008 a 22 de febrer de 2008     |
|              | Llibre Tercer: Foc   | 41-61    | 21 de setembre del 2007 a 19 de juliol del 2008 | 15 de setembre del 2008 a 13 d'octubre de 2008 |

## Llista d'episodis

### Llibre Primer: Aigua
| # | Títol en català                                | Director         | Guionista                               | Data d'estrena als EUA  | Data d'estrena a Catalunya |  |
| --- | ---------------------------------------------- | ---------------- | --------------------------------------- | ----------------------- | -------------------------- |  |
| 1 | El nen de l'iceberg                            | Dave Filoni      | Michael Dante DiMartino Bryan Konietzko | 21 de febrer del 2005   | 31 de desembre de 2007     |  |
| L'Avatar mantenia l'equilibri entre les Tribus de l'Aigua, el Regne de la Terra, la Nació del Foc i els Nòmades de l'Aire. Tot va canviar quan la Nació del Foc va atacar i l'Avatar va desaparèixer. Han passat 100 anys i la Nació del Foc està a punt de guanyar la guerra. Aviat la Katara i en Sokka es trobaran amb l'Aang, l'últim mestre de l'aire.                       |                                                |                  |                                         |                         |                            |  |
| |                                                |                  |                                         |                         |                            |  |
| 2 | El retorn de l'Avatar                          | Dave Filoni      | Michael Dante DiMartino Bryan Konietzko | 21 de febrer del 2005   | 1 de gener de 2008         |  |
| El príncep Zuko sap que l'arribada de l'Avatar podria suposar la seva fi. Per això no s'ho ha pensat dues vegades a l'hora d'atacar el poble de la Tribu de l'Aigua on s'amaga l'Aang. El seu destí, tot i que ell encara no l'hagi acceptat, està escrit. L'Avatar ha tornat per pacificar el món.                                                                               |                                                |                  |                                         |                         |                            |  |
| |                                                |                  |                                         |                         |                            |  |
| 3 | El temple de l'aire del Sud                    | Lauren MacMullan | Michael Dante DiMartino                 | 25 de febrer del 2005   | 2 de gener de 2008         |  |
| L'Aang ha tornat a casa, al Temple de l'Aire del Sud, que ha quedat totalment abandonat. Un descobriment esfereïdor obligarà el nostre heroi a acceptar el que ha passat amb tots els mestres de l'aire. Aviat s'unirà al grup en Momo, un lèmur alat que donarà un bri d'esperança al desmoralitzat Aang. Ara, com a mínim, sap quin és el seu destí!                            |                                                |                  |                                         |                         |                            |  |
| |                                                |                  |                                         |                         |                            |  |
| 4 | Les guerreres de Kyoshi                        | Giancarlo Volpe  | Nick Malis                              | 4 de març del 2005      | 3 de gener de 2008         |  |
| L'Aang ha decidit fer una parada a Kyoshi, una illa famosa per les seves guerreres, que és on s'hi troba el Koi, el gran elefant. Aviat, però, s'adonaran de la importància d'amagar la identitat de l'Aang. El príncep Zuko té molt clar que la seva missió és atrapar l'Avatar, i no dubtarà ni un segon a l'hora d'atacar l'illa.                                              |                                                |                  |                                         |                         |                            |  |
| |                                                |                  |                                         |                         |                            |  |
| 5 | El rei d'Omashu                                | Anthony Lioi     | John O'Bryan                            | 18 de març del 2005     | 4 de gener de 2008         |  |
| De camí cap al Pol Nord, l'Aang ha decidit portar la Katara i en Sokka a l'impressionant poble d'Omashu, a la Nació de la Terra. Allà, el Rei d'Omashu, obligarà l'Aang a enfrontar-se a una sèrie de reptes molt peculiars. Els seus amics no saben si és que l'Aang ha d'aprendre una lliçó molt important, o és que el rei, senzillament, està tocat de l'ala!                 |                                                |                  |                                         |                         |                            |  |
| |                                                |                  |                                         |                         |                            |  |
| 6 | Empresonats                                    | Dave Filoni      | Matthew Hubbard                         | 25 de març del 2005     | 7 de gener de 2008         |  |
| La Katara ha conegut un jove mestre de la terra que aviat serà empresonat per dominar la terra en territori ocupat per la Nació del Foc. El seu poble fa cinc anys que està sotmès al Senyor del Foc Ozai, que els roba el carbó de les mines. Amb l'ajuda de l'Aang i en Sokka, la Katara posarà en marxa una revolta a la presó, on hi ha tots els mestres de la terra.         |                                                |                  |                                         |                         |                            |  |
| |                                                |                  |                                         |                         |                            |  |
| 7 | El món dels esperits: El solstici d'hivern (I) | Lauren MacMullan | Aaron Ehasz                             | 8 d'abril del 2005      | 8 de gener de 2008         |  |
| Cada vegada és més evident que l'Aang necessita un mestre de manera urgent. El camí cap al Pol Nord continua. Segons l'Aang, el monjo Gyatso li va assegurar que l'Avatar Roku l'ajudaria. En Sokka li confirma que fa més de cent anys que està mort. Com s'ho farà per parlar-hi? I per desfer-se dels monstres del món dels esperits?!                                         |                                                |                  |                                         |                         |                            |  |
| |                                                |                  |                                         |                         |                            |  |
| 8 | L'Avatar Roku: el solstici d'hivern (II)       | Giancarlo Volpe  | Michael Dante DiMartino                 | 15 d'abril del 2005     | 9 de gener de 2008         |  |
| Si volen parlar amb l'esperit de l'Avatar Roku, l'antecessor de l'Aang, els nostres herois hauran d'anar al temple de l'illa de la mitja lluna. Hi ha un petit problema: hi han d'arribar abans del solstici d'hivern, moment en el qual podran posar-se en contacte amb l'esperit. Però hi ha un altre problema: el temple és a la Nació del Foc!                                |                                                |                  |                                         |                         |                            |  |
| |                                                |                  |                                         |                         |                            |  |
| 9 | El rotlle de domini de l'aigua                 | Anthony Lioi     | John O'Bryan                            | 29 d'abril del 2005     | 10 de gener de 2008        |  |
| L'Avatar Roku va comunicar a l'Aang que havia de dominar els quatre elements abans que arribés el cometa. La Katara està convençuda que li pot ensenyar a ser un gran mestre de l'aigua, però l'ambició la durà a robar el rotlle de domini de l'aigua a una colla de pirates que podrien acabar amb totes les seves esperances...                                                |                                                |                  |                                         |                         |                            |  |
| |                                                |                  |                                         |                         |                            |  |
| 10 | Jet                                            | Dave Filoni      | James Eagan                             | 6 de maig del 2005      | 11 de gener de 2008        |  |
| Avui els nostres herois han conegut en Jet, un rebel molt carismàtic que fa anys que lluita per la supressió de la Nació del Foc. De fet, té un pla perfecte per alliberar un poble del Regne de la Terra. Aviat, però, els nostres herois s'adonaran que la intenció d'en Jet és destruir tot el poble, amb els seus habitants! Pot ser que sigui massa tard per aturar-lo...?   |                                                |                  |                                         |                         |                            |  |
| |                                                |                  |                                         |                         |                            |  |
| 11 | La gran divisió                                | Giancarlo Volpe  | John O'Bryan                            | 20 de maig del 2005     | 14 de gener de 2008        |  |
| Per sortir vius del Gran Canyó l'Aang ha d'aconseguir que dues tribus del Regne de la Terra que estan en guerra, facin les paus. Per fer-ho, haurà de posar a prova la seva habilitat com a pacificador. Tenint en compte que el conflicte fa 100 anys que dura, el nostre heroi haurà de demostrar que no és en va que l'hagin escollit per ser l'Avatar.                        |                                                |                  |                                         |                         |                            |  |
| |                                                |                  |                                         |                         |                            |  |
| 12 | La tempesta                                    | Lauren MacMullan | Aaron Ehasz                             | 3 de juny del 2005      | 15 de gener de 2008        |  |
| Si vol lliurar-se dels malsons que no el deixen viure, l'Aang haurà de superar el sentiment de culpabilitat que l'envaeix des que va abandonar el seu paper d'Avatar, ara fa 100 anys. En Sokka s'ha quedat atrapat en una tempesta mortal a alta mar i l'Aang no pot perdre més temps. La vida del seu amic és a les seves mans...                                               |                                                |                  |                                         |                         |                            |  |
| |                                                |                  |                                         |                         |                            |  |
| 13 | L'esperit blau                                 | Dave Filoni      | Michael Dante DiMartino Bryan Konietzko | 17 de juny del 2005     | 16 de gener de 2008        |  |
| En Sokka i la Katara s'han posat molt malalts i es veuen incapaços de continuar amb el viatge. L'Aang sortirà a buscar-los un remei i aviat serà presa d'en Zhao, almirall de la Nació del Foc, que el tancarà dins d'una fortalesa impenetrable. L'única esperança de l'Aang és l'Esperit Blau, un personatge amb unes intencions no gaire clares.                               |                                                |                  |                                         |                         |                            |  |
| |                                                |                  |                                         |                         |                            |  |
| 14 | L'endevina                                     | Dave Filoni      | Aaron Ehasz John O'Bryan                | 23 de setembre del 2005 | 17 de gener de 2008        |  |
| L'Aang, la Katara i en Sokka han descobert un poble molt especial. Tots els habitants creuen cegament en la Tia Wu, l'endevina. Tota la seva vida gira al voltant d'ella. Però resulta que se'n refien tant, que són incapaços de veure el perill imminent que se'l tira al damunt. Els nostres herois intentaran ajudar-los... i potser ben aviat també coneixeran el seu futur! |                                                |                  |                                         |                         |                            |  |
| |                                                |                  |                                         |                         |                            |  |
| 15 | En Bato de la tribu de l'aigua                 | Giancarlo Volpe  | Ian Wilcox                              | 7 d'octubre del 2005    | 18 de gener de 2008        |  |
| Arrel d'una descoberta que han fet en Sokka i la Katara, (s'han trobat una barca de la seva tribu), l'Aang ha començat a tenir por que els seus amics l'abandonin. Sap que ells també tenen altres interessos i ha decidit amagar-los un missatge molt important. Això, evidentment, encara embolicarà més la troca. Seria una llàstima que s'acabés l'amistat...                 |                                                |                  |                                         |                         |                            |  |
| |                                                |                  |                                         |                         |                            |  |
| 16 | El desertor                                    | Lauren MacMullan | Tim Hedrick                             | 21 d'octubre del 2005   | 21 de gener de 2008        |  |
| L'Aang sap que el Festival dels Dies de Foc és el lloc ideal per trobar-hi un mestre del foc que li ensenyi tots els secrets d'aquest element. Però per anar-hi han d'entrar dins d'una ciutat de la Nació del Foc, la qual cosa no és gaire recomanable. A més, avui la Katara descobrirà que té un poder molt especial. De què es deu tractar?!                                 |                                                |                  |                                         |                         |                            |  |
| |                                                |                  |                                         |                         |                            |  |
| 17 | El temple de l'aire del nord                   | Dave Filoni      | Elizabeth Welch Ehasz                   | 4 de novembre del 2005  | 22 de gener de 2008        |  |
| Després de sentir uns rumors que asseguren que hi podria haver mestres de l'aire vius, l'Aang, la Katara i en Sokka emprendran un viatge fins al Temple de l'Aire del Nord per comprovar si són certs. El que es trobaran allà els deixarà desmoralitzats. I és que si no fan bé les coses, en podrien sortir perjudicats tots els enemics de la Nació del Foc.                   |                                                |                  |                                         |                         |                            |  |
| |                                                |                  |                                         |                         |                            |  |
| 18 | El mestre de domini de l'aigua                 | Giancarlo Volpe  | Michael Dante DiMartino                 | 18 de novembre del 2005 | 23 de gener de 2008        |  |
| L'Aang, en Sokka i la Katara han arribat a la Tribu del Nord, on és evident que hi ha d'haver mestres de l'aigua. En Zhao, que està al corrent de tot, ja ha començat a fer plans per atacar. Sap que les tribus de l'aigua són una gran nació, però no hi ha res que l'aturi. En Sokka, mentrestant, sembla que s'ha enamorat d'una princesa.                                    |                                                |                  |                                         |                         |                            |  |
| |                                                |                  |                                         |                         |                            |  |
| 19 | El setge del nord (I)                          | Lauren MacMullan | John O'Bryan                            | 2 de desembre del 2005  | 24 de gener de 2008        |  |
| La Tribu del Nord es prepara per l'atac imminent de l'almirall Zhao, que plantejarà un setge amb una flota gairebé invencible. Els nostres herois faran tot el que estigui a les seves mans per defensar la ciutat. L'Aang, a més a més, comença a dubtar si no hi ha una manera millor d'aprofitar les habilitats que té pel fet de ser l'Avatar.                                |                                                |                  |                                         |                         |                            |  |
| |                                                |                  |                                         |                         |                            |  |
| 20 | El setge del nord (II)                         | Dave Filoni      | John O'Bryan                            | 2 de desembre del 2005  | 25 de gener de 2008        |  |
| L'atac de l'almirall Zhao ha debilitat molt les defenses de la Tribu del Nord i ha quedat clar que el pla que ha ideat és d'allò més sinistre. L'Aang ha decidit anar al món dels esperits per localitzar l'esperit de la Lluna i l'Oceà. Sap que són els únics que el poden ajudar a evitar la destrucció de la Tribu de l'Aigua. També sap que té el temps comptat...           |                                                |                  |                                         |                         |                            |  |
| |                                                |                  |                                         |                         |                            |  |

### Llibre Segon: Terra
| # | Títol en català                         | Director                | Guionista | Data d'estrena als EUA  | Data d'estrena a Catalunya |  |
| --- | --------------------------------------- | ----------------------- | --- | ----------------------- | -------------------------- |  |
| 21 | L'estat d'Avatar                        | Giancarlo Volpe         | Aaron Ehasz Elizabeth Welch Ehasz Tim Hedrick John O'Bryan | 17 de març del 2006     | 28 de gener de 2008        |  |
| L'Aang, en Sokka i la Katara han conegut un general del Regne de la Terra que està decidit a utilitzar el poderós estat d'Avatar com a arma per derrotar la Nació del Foc. Quan l'Aang aconsegueix l'estat d'Avatar els ulls i els tatuatges li brillen i és capaç d'aplegar un poder indescriptible. Arribar-hi, però, es pot convertir en un autèntic malson.                         |                                         |                         | |                         |                            |  |
| |                                         |                         | |                         |                            |  |
| 22 | La cova dels enamorats                  | Lauren MacMullan        | Joshua Hamilton | 24 de març del 2006     | 29 de gener de 2008        |  |
| De camí cap a Omashu, l'Aang, la Katara i en Sokka coneixeran un grup de nòmades que els ensenyaran una drecera a través de la cova dels enamorats. Aviat els nostres herois es perdran per l'entramat de túnels i es veuran afectats per una terrible maledicció. Ara ja saben que qui no confia en l'amor, es queda atrapat a la cova per sempre!                                     |                                         |                         | |                         |                            |  |
| |                                         |                         | |                         |                            |  |
| 23 | El retorn a Omashu                      | Ethan Spaulding         | Elizabeth Welch Ehasz | 7 d'abril del 2006      | 30 de gener de 2008        |  |
| Els nostres herois han tornat a Omashu amb un objectiu molt clar: que el Rei Bumi ensenyi a l'Aang a dominar la terra. En arribar-hi, però, s'adonaran que la ciutat és a mans de la Nació del Foc. Ara han de decidir si val la pena córrer el risc. És cert que altres mestres li podrien ensenyar a dominar la terra, però en Bumi, a més, és un gran amic de l'Aang.                |                                         |                         | |                         |                            |  |
| |                                         |                         | |                         |                            |  |
| 24 | El pantà                                | Giancarlo Volpe         | Tim Hedrick | 14 d'abril del 2006     | 31 de gener de 2008        |  |
| Després de les ensenyances d'en Bumi, l'Aang s'ha sentit atret per la crida d'un pantà. La desaparició de l'Appa i d'en Momo no els han donat cap altra opció: s'hi hauran d'endinsar tant sí com no. Segons en Sokka, a part dels fenòmens atmosfèrics, el pantà no té res de misteriós, però avui, un mestre molt peculiar ensenyarà a l'Aang què vol dir estar connectat a la terra. |                                         |                         | |                         |                            |  |
| |                                         |                         | |                         |                            |  |
| 25 | El dia de l'Avatar                      | Lauren MacMullan        | John O'Bryan | 28 d'abril del 2006     | 1 de febrer de 2008        |  |
| L'Aang, en Sokka i la Katara han descobert un poble del Regne de la Terra on hi celebren una festa anomenada "El dia de l'Avatar". Aviat, però, s'adonaran que la festa, en realitat, és en contra de l'Avatar. I és que l'Aang, en una altra vida, quan era l'Avatar Kyoshi, va matar el gloriós cap del poble, el Gran Chin. El judici està servit...                                 |                                         |                         | |                         |                            |  |
| |                                         |                         | |                         |                            |  |
| 26 | La bandida cega                         | Ethan Spaulding         | Michael Dante DiMartino | 5 de maig del 2006      | 4 de febrer de 2008        |  |
| Avui, els nostres herois, que continuen la recerca d'un mestre per l'Aang, arribaran al Retomba Terra 6, un torneig de domini de la terra d'allò més espectacular. Allà hi coneixeran la Toph, una mestra de la terra cega, però amb uns poders mai vistos. L'Aang té clar que vol que sigui la seva mestra, però convèncer-la no serà tan fàcil com es pensa.                          |                                         |                         | |                         |                            |  |
| |                                         |                         | |                         |                            |  |
| 27 | En Zuko sol                             | Lauren MacMullan        | Elizabeth Welch Ehasz | 12 de maig del 2006     | 5 de febrer de 2008        |  |
| Lluny de l'oncle, en Zuko volta tot sol per un poble del Regne de la Terra. Ell sap que ha arribat l'hora de buscar el seu propi camí. Després de plantar cara a una colla de soldats, coneixerà en Lee, un noi del poble que està més que disposat a donar-li un cop de mà. Però els records del passat d'en Zuko són molt difícils de pair i no paren de turmentar-lo...              |                                         |                         | |                         |                            |  |
| |                                         |                         | |                         |                            |  |
| 28 | La persecució                           | Giancarlo Volpe         | Joshua Hamilton | 26 de maig del 2006     | 6 de febrer de 2008        |  |
| El cansament i els nervis comencen a trair els nostres herois, que ara també viatgen amb la Toph, la mestra de la terra. La Toph està molt feta a la seva, i també ha d'entendre que ara forma part d'un equip. A més, aviat no tindran més temps per a discussions. La persecució implacable d'una màquina misteriosa està a punt de fer-los la vida impossible.                       |                                         |                         | |                         |                            |  |
| |                                         |                         | |                         |                            |  |
| 29 | Dur com una pedra                       | Ethan Spaulding         | Aaron Ehasz | 2 de juny del 2006      | 7 de febrer de 2008        |  |
| L'Aang ha d'aprendre moltes coses per poder arribar a dominar la terra. La clau és la posició. Ha de ser estable i fort. La primera lliçó de la Toph serà moure una roca. Ell sap que ha de deixar de pensar com un mestre de l'aire, però després del fracàs inicial, començarà a dubtar si el problema el té ell, o és la Toph, que no sap com tractar-lo...                          |                                         |                         | |                         |                            |  |
| |                                         |                         | |                         |                            |  |
| 30 | La biblioteca                           | Giancarlo Volpe         | John O'Bryan | 14 de juliol del 2006   | 8 de febrer de 2008        |  |
| Avui el professor Zei durà els nostres herois fins a la biblioteca de Wan Shi Tong, situada enmig del desert. Segons la llegenda, la va construir l'Esperit del Coneixement amb l'ajuda de les seves guineus cercaconeixements. Allà, en Sokka espera descobrir-hi tots els secrets per derrotar la Nació del Foc. Però primer cal arribar-hi!                                          |                                         |                         | |                         |                            |  |
| |                                         |                         | |                         |                            |  |
| 31 | El desert                               | Lauren MacMullan        | Tim Hedrick | 14 de juliol del 2006   | 11 de febrer de 2008       |  |
| Després de l'incident a la biblioteca l'Aang continua buscant l'Appa. La Katara, mentrestant, fa tot el que està a les seves mans per mantenir tota la colla junta. Sap que treballar en equip és l'única manera de sobreviure en el desert. D'altra banda, l'oncle i en Zuko han demanat ajuda a una societat secreta molt antiga. De qui es deu tractar?                              |                                         |                         | |                         |                            |  |
| |                                         |                         | |                         |                            |  |
| 32 | Viatge a Ba Sing Se: el pas de la serp  | Ethan Spaulding         | Michael Dante DiMartino Joshua Hamilton | 15 de setembre del 2006 | 12 de febrer de 2008       |  |
| Els nostres herois només tenen una manera d'arribar a Ba Sing Se, la capital del Regne de la Terra. L'únic camí que hi ha entre el sud i el nord és el temible Pas de la Serp. A més, hauran de fer d'escortes d'una família de refugiats, que fugen de la ira de la Nació del Foc. Aviat, però, l'Aang i companyia es trobaran amb unes amigues molt especials!                        |                                         |                         | |                         |                            |  |
| |                                         |                         | |                         |                            |  |
| 33 | La perforadora                          | Giancarlo Volpe         | Michael Dante DiMartino Bryan Konietzko | 15 de setembre del 2006 | 13 de febrer de 2008       |  |
| Una muralla gegant protegeix la ciutat de Ba Sing Se de la invasió de la Nació del Foc. L'Aang, en Sokka i la Katara s'adonaran de les perverses intencions dels seus enemics en descobrir una perforadora colossal que es dirigeix cap a la capital del Regne de la Terra. L'objectiu és destruir la muralla protectora. Els nostres herois han d'actuar amb urgència.                 |                                         |                         | |                         |                            |  |
| |                                         |                         | |                         |                            |  |
| 34 | La ciutat de les muralles i els secrets | Lauren MacMullan        | Tim Hedrick | 22 de setembre del 2006 | 14 de febrer de 2008       |  |
| Amb l'esperança de trobar l'Appa, els nostres herois per fi han arribat a Ba Sing Se. També tenen una altra missió, potser encara més important: comunicar al Rei de la Terra que els mestres de foc perden el seu domini durant l'eclipsi solar. A més, a Ba Sing Se, l'Aang i companyia s'adonaran que unes forces misterioses conspiren contra ells.                                 |                                         |                         | |                         |                            |  |
| |                                         |                         | |                         |                            |  |
| 35 | Els contes de Ba Sing Se                | Ethan Spaulding         | El conte de la Toph i la Katara Joann Estoesta Lisa Wahlander El conte de l'Iroh Andrew Huebner El conte de l'Aang Gary Scheppke El conte d'en Sokka Lauren MacMullan El conte d'en Zuko Katie Mattila El conte d'en Momo Justin Ridge Giancarlo Volpe | 29 de setembre del 2006 | 15 de febrer de 2008       |  |
| Arribats a Ba Sing Se, els nostres herois viuran tots d'aventures ben diferents a la ciutat. Aventures plenes de sorpreses, perills... i també moment romàntics. Aviat coneixeràs les peripècies de la Toph i la Katara, el conte de l'Iroh, el conte de l'Aang, el conte d'en Sokka, el conte d'en Zuko i, evidentment, el conte del Momo.                                             |                                         |                         | |                         |                            |  |
| |                                         |                         | |                         |                            |  |
| 36 | Els dies perduts de l'Appa              | Giancarlo Volpe         | Elizabeth Welch Ehasz | 13 d'octubre del 2006   | 18 de febrer de 2008       |  |
| Un dels enigmes més grans dels nostres herois és la desaparició de l'Appa. Avui és un dia molt especial, perquè sabrem amb pèls i senyals, i de primera mà, com van robar l'Appa, què li va passar exactament, on ha estat tot aquest temps... i, sobretot, on és actualment! A partir d'aquí, l'Aang i companyia potser tindran més pistes per trobar-lo!                              |                                         |                         | |                         |                            |  |
| |                                         |                         | |                         |                            |  |
| 37 | El llac Laogai                          | Lauren MacMullan        | Tim Hedrick | 3 de novembre del 2006  | 19 de febrer de 2008       |  |
| Després de tant temps buscant l'Appa, l'Aang i companyia han conegut en Jet, que els ha explicat que la Nació del Foc va matar els seus pares. D'entrada sembla de fiar, però una invitació per part del Rei d'anar a passar unes vacances al Llac Laogai faran sospitar que potser no se'n poden refiar tant com es pensaven. En Zuko, d'altra banda, també busca l'Appa.              |                                         |                         | |                         |                            |  |
| |                                         |                         | |                         |                            |  |
| 38 | El rei de la terra                      | Ethan Spaulding         | John O'Bryan | 17 de novembre del 2006 | 20 de febrer de 2008       |  |
| Després de provar en va de parlar personalment amb el Rei de la Terra, l'Aang i companyia, amb la intenció de demostrar-li que a la seva ciutat s'hi està gestant una conspiració, plantaran cara a en Long Feng, el cap dels Dai Lis. D'altra banda, els somnis d'en Zuko, que està molt malalt, el faran enfrontar cara a cara la seva crisi espiritual.                              |                                         |                         | |                         |                            |  |
| |                                         |                         | |                         |                            |  |
| 39 | El gurú                                 | Giancarlo Volpe         | Michael Dante DiMartino Bryan Konietzko | 1 de desembre del 2006  | 21 de febrer de 2008       |  |
| Ara l'Aang sap del cert que hi ha un guru al Temple de l'Aire de l'Est que li pot ensenyar a controlar l'estat d'Avatar o, com a mínim, a fer el pròxim pas per acostar-s'hi. A més, avui la Sokka es trobarà amb el seu pare, que fa més de dos anys que no es veuen. L'oncle i en Zuko obriran una teteria i l'Azula donarà forma al seu pla diabòlic.                                |                                         |                         | |                         |                            |  |
| |                                         |                         | |                         |                            |  |
| 40 | Les disjuntives del destí               | Michael Dante DiMartino | Aaron Ehasz | 1 de desembre del 2006  | 22 de febrer de 2008       |  |
| L'Azula continua convençut que la situació és ideal per organitzar un cop i derrocar el Rei de la Terra... i la clau per fer-ho són els Dai Lis. Mentre tothom remou cel i terra per aturar el pla diabòlic de l'Azula, el destí de l'Aang penja d'un fil... però el d'en Zuko també! L'Oncle ja li ha comunicat que ha arribat l'hora de prendre la decisió.                           |                                         |                         | |                         |                            |  |
| |                                         |                         | |                         |                            |  |

### Llibre Tercer: Foc
| # | Títol en català                            | Director           | Guionista                               | Data d'estrena als EUA  | Data d'estrena a Catalunya |  |
| --- | ------------------------------------------ | ------------------ | --------------------------------------- | ----------------------- | -------------------------- |  |
| 41 | El despertar                               | Giancarlo Volpe    | Aaron Ehasz                             | 21 de setembre del 2007 | 15 de setembre de 2008     |  |
| Després de la terrible batalla de Ba Sing Se davant de l'Azula, l'Aang, molt mal ferit, per fi s'ha despertat, però ho ha fet en un vaixell de la Nació del Foc. En Zuko, victoriós, torna cap a casa, tot esperant que el pare el rebi com un heroi. Ara, la colla han de confiar en la seva arma secreta: l'Avatar.                                                      |                                            |                    |                                         |                         |                            |  |
| |                                            |                    |                                         |                         |                            |  |
| 42 | El mocador                                 | Joaquim Dos Santos | John O'Bryan                            | 28 de setembre del 2007 | 16 de setembre de 2008     |  |
| Els nostres herois hauran de viure a la Nació del Foc amagats fins que arribi el dia de la invasió, aprofitant l'eclipsi. L'altra opció que tenen és disfressar-se i anar a una escola de la Nació del Foc. En Zuko, d'altra banda, plantarà cara al seu oncle, amb conseqüències imprevisibles...                                                                         |                                            |                    |                                         |                         |                            |  |
| |                                            |                    |                                         |                         |                            |  |
| 43 | La dama pintada                            | Ethan Spaulding    | Joshua Hamilton                         | 5 d'octubre del 2007    | 17 de setembre de 2008     |  |
| Avui els nostres herois arribaran a un poble pescador on l'exèrcit hi ha muntat una fàbrica d'armes. El riu està contaminat i la gent es mor de gana. L'Aang i companyia no tenen clar si els han d'ajudar o si han de continuar amb la seva missió d'acabar amb el Senyor del Foc. A més, aviat apareixerà l'esperit de la Dama Pintada...                                |                                            |                    |                                         |                         |                            |  |
| |                                            |                    |                                         |                         |                            |  |
| 44 | El mestre d'en Sokka                       | Giancarlo Volpe    | Tim Hedrick                             | 12 d'octubre del 2007   | 18 de setembre de 2008     |  |
| En Sokka té la impressió que no col·labora prou amb el grup. Tots els seus companys dominen algun element, menys ell. Els altres són capaços d'apagar focs, de volar pel cel, d'aixecar coses enormes. Ell, en canvi, no sap fer res. Avui, però, podrien canviar les coses. I és que en Sokka coneixerà en Piandao, el gran mestre de l'espasa de vent!                   |                                            |                    |                                         |                         |                            |  |
| |                                            |                    |                                         |                         |                            |  |
| 45 | La platja                                  | Joaquim Dos Santos | Katie Mattila                           | 19 d'octubre del 2007   | 19 de setembre de 2008     |  |
| En Zuko, l'Azula, la Mai i la Ty Lee són a l'illa d'Ember de vacances, a casa de la Lo i la Li. La intenció és que es coneguin millor... D'altra banda, l'Aang i companyia s'hauran d'enfrontar a un enemic que sembla impossible de vèncer. Com el poden guanyar un paio que fa esclatar coses amb la ment?!                                                              |                                            |                    |                                         |                         |                            |  |
| |                                            |                    |                                         |                         |                            |  |
| 46 | L'Avatar i el senyor del foc               | Ethan Spaulding    | Elizabeth Welch Ehasz                   | 26 d'octubre del 2007   | 22 de setembre de 2008     |  |
| Dues aventures paral·leles de l'Aang i en Zuko els faran conèixer molt més bé els seus avantpassats. L'Aang ha d'entendre com va començar la guerra, si la vol acabar. La història d'en Roku amb el Senyor del Foc Sozin l'hi podria ajudar. D'altra banda, la història de la mort del besavi d'en Zuko, li revelarà el seu propi destí.                                   |                                            |                    |                                         |                         |                            |  |
| |                                            |                    |                                         |                         |                            |  |
| 47 | La fugitiva                                | Giancarlo Volpe    | Joshua Hamilton                         | 2 de novembre del 2007  | 23 de setembre de 2008     |  |
| La Katara no està gaire d'acord amb la manera ràpida que ha descobert la Toph de fer diners. Ella és conscient que poden tenir molts problemes i, de fet, les desavinences entre elles dues acabaran portant conseqüències desastroses. A més, la Toph aviat descobrirà que la busquen amb el sobrenom de "La fugitiva".                                                   |                                            |                    |                                         |                         |                            |  |
| |                                            |                    |                                         |                         |                            |  |
| 48 | La titellaire                              | Joaquim Dos Santos | Tim Hedrick                             | 9 de novembre del 2007  | 24 de setembre de 2008     |  |
| Avui els nostres herois coneixeran la Hama, una noia que els explicarà que últimament hi ha hagut moltes desaparicions pels boscos on s'estan. Els misteris continuaran al poble i a l'hostal de la Hama, on els confessarà que ve de la Tribu de l'Aigua del Sud, igual que la Katara. Desaparicions misterioses, una titellaire... i molta por!                          |                                            |                    |                                         |                         |                            |  |
| |                                            |                    |                                         |                         |                            |  |
| 49 | Malsons de nit, al·lucinacions de dia      | Ethan Spaulding    | John O'Bryan                            | 16 de novembre del 2007 | 25 de setembre de 2008     |  |
| Avui és la vigília de l'eclipsi solar. Durant uns instants, el Sol quedarà completament tapat per la Lluna i els mestres del foc perdran el seu domini. Serà el dia perfecte per atacar la Nació del Foc: el dia del Sol Negre. L'Aang sempre ha sabut que s'hauria d'enfrontar al Senyor del Foc... Ara sap que ho haurà de fer tot sol.                                  |                                            |                    |                                         |                         |                            |  |
| |                                            |                    |                                         |                         |                            |  |
| 50 | El dia del sol negre (I) - La invasió      | Giancarlo Volpe    | Michael Dante DiMartino                 | 30 de novembre del 2007 | 26 de setembre de 2008     |  |
| Ha arribat el gran dia i en Hakoda té clar que no serà una invasió massiva, perquè no tenen l'exèrcit del Rei de la Terra. En canvi, compten amb l'eclipsi solar perquè afebleixi la Nació del Foc. Serà un atac petit, amb la colla d'amics que tenen i quatre aliats del Regne de la Terra. L'Aang sap que tard o d'hora es trobarà cara a cara amb el Senyor del Foc.   |                                            |                    |                                         |                         |                            |  |
| |                                            |                    |                                         |                         |                            |  |
| 51 | El dia del sol negre (II) - L'eclipsi      | Joaquim Dos Santos | Aaron Ehasz                             | 30 de novembre del 2007 | 29 de setembre de 2008     |  |
| Conscients que l'eclipsi només dura vint minuts, els nostres herois hauran d'aprofitar aquest avantatge per entrar al Palau Reial, el lloc més ben guardat pels soldats de foc. És vital que l'encontre entre l'Aang i el Senyor del Foc sigui durant l'eclipsi. En Zuko, d'altra banda, avui està disposat a arreglar tot el mal que ha fet.                              |                                            |                    |                                         |                         |                            |  |
| |                                            |                    |                                         |                         |                            |  |
| 52 | El temple de l'aire de l'oest              | Ethan Spaulding    | Elizabeth Welch Ehasz Tim Hedrick       | 14 de juliol del 2008   | 30 de setembre de 2008     |  |
| Després d'haver estat molt a prop de la victòria, l'Aang i companyia han d'anar a un lloc segur: el Temple de l'Aire de l'Oest. En Zuko, a més, és conscient que l'única manera de recuperar el seu honor és trobar l'Aang. El destí de l'Avatar és derrocar el Senyor del Foc. El d'en Zuko, capturar l'Avatar... i no pensa abandonar.                                   |                                            |                    |                                         |                         |                            |  |
| |                                            |                    |                                         |                         |                            |  |
| 53 | Els mestres del foc                        | Giancarlo Volpe    | John O'Bryan                            | 15 de juliol del 2008   | 1 d'octubre de 2008        |  |
| La missió de l'Aang continua sent aprendre a dominar els quatre elements i enfrontar-se al Senyor del Foc abans que passi el cometa. També ha arribat l'hora que en Zuko passi a formar part del grup dels nostres herois i ensenyi l'Avatar a dominar el foc. En Zuko, però, també haurà d'aprendre unes quantes coses dels grans mestres del foc: els Guerrers del Sol.  |                                            |                    |                                         |                         |                            |  |
| |                                            |                    |                                         |                         |                            |  |
| 54 | La roca bullent (I)                        | Joaquim Dos Santos | May Chan                                | 16 de juliol del 2008   | 2 d'octubre de 2008        |  |
| En Sokka i en Zuko estan decidits a alliberar els captius que van caure durant l'intent d'invasió, entre els quals hi ha en Hakoda, el pare d'en Sokka. El problema és que són a la Roca Bullent, la presó més segura de tota la Nació del Foc, en una illa enmig d'un llac d'aigua bullent. D'entrada, sembla impossible escapar-ne...                                    |                                            |                    |                                         |                         |                            |  |
| |                                            |                    |                                         |                         |                            |  |
| 55 | La roca bullent (II)                       | Ethan Spaulding    | Joshua Hamilton                         | 16 de juliol del 2008   | 3 d'octubre de 2008        |  |
| Ara en Sokka i el príncep Zuko han d'idear un altre pla per fugir des de l'interior de la Roca Bullent. Una possibilitat seria escapar-se amb l'aeri i endur-se un ostatge perquè no els tallin el cable. Això sí, s'ha de tractar d'un ostatge important, com ara el director de la presó. La Suki, cap de les Guerreres de Kyoshi, també els hi ajudarà...               |                                            |                    |                                         |                         |                            |  |
| |                                            |                    |                                         |                         |                            |  |
| 56 | Els invasors del sud                       | Joaquim Dos Santos | Elizabeth Welch Ehasz                   | 17 de juliol del 2008   | 6 d'octubre de 2008        |  |
| La Katara va ser la primera de refiar-se d'en Zuko, a Ba Sing Se, però ell li va girar l'esquena i els va trair a tots. Aquesta guerra, en realitat, li ha fet molt mal a la Katara. Cal recordar que hi va perdre la mare. Ara ella està disposada a trobar el soldat de la Nació de Foc que la va matar... i l'únic que el coneix és, precisament, en Zuko.              |                                            |                    |                                         |                         |                            |  |
| |                                            |                    |                                         |                         |                            |  |
| 57 | La companyia de l'illa d'Ember             | Giancarlo Volpe    | Tim Hedrick Josh Hamilton John O'Bryan  | 18 de juliol del 2008   | 7 d'octubre de 2008        |  |
| L'Aang, en Zuko i companyia han decidit amagar-se del Senyor del Foc ni més ni menys que a casa seva! L'illa d'Ember és un lloc màgic que dona a tothom una nova oportunitat i descobreix el teu autèntic jo. Avui els nostres herois veuran una obra de teatre de les seves vides i possiblement descobriran tot de coses que els deixaran glaçats.                       |                                            |                    |                                         |                         |                            |  |
| |                                            |                    |                                         |                         |                            |  |
| 58 | El cometa Sozin (I) - El rei Fènix         | Ethan Spaulding    | Michael Dante DiMartino                 | 19 de juliol del 2008   | 8 d'octubre de 2008        |  |
| Els nostres herois han descobert més coses del malvat pla del Senyor del Foc Ozai i han decidit atacar abans del que tenien previst. Ara només falta que l'Aang estigui preparat per aturar el futur Rei Fènix. L'única pega és que en Zuko i companyia no troben l'Aang... i només falten dos dies perquè passi el cometa.                                                |                                            |                    |                                         |                         |                            |  |
| |                                            |                    |                                         |                         |                            |  |
| 59 | El cometa Sozin (II) - Els vells mestres   | Giancarlo Volpe    | Aaron Ehasz                             | 19 de juliol del 2008   | 9 d'octubre de 2008        |  |
| En Zuko té clar que si l'Aang no guanya el Senyor del Foc abans que arribi el cometa, ja no quedarà món per salvar. L'Aang, en canvi, pensa que l'ha de vèncer sense haver-lo de matar. La June ajudarà els nostres herois a trobar l'Avatar, que fins i tot buscarà consell en les seves vides passades... i en els vells mestres.                                        |                                            |                    |                                         |                         |                            |  |
| |                                            |                    |                                         |                         |                            |  |
| 60 | El cometa Sozin (III) - Entrada a l'Infern | Joaquim Dos Santos | Michael Dante DiMartino Bryan Konietzko | 19 de juliol del 2008   | 10 d'octubre de 2008       |  |
| El cometa Sozin està a punt d'arribar, igual que els destins de tots els nostres herois. En Sokka i companyia miraran d'aturar la flota aèria del foc. L'Aang, per enfrontar-se al pare d'en Zuko, encara ha d'aprendre una última tècnica: la de redirigir el llamp. A més, per fi s'ha adonat que si vol vèncer el Senyor del Foc no té altra elecció: l'haurà de matar. |                                            |                    |                                         |                         |                            |  |
| |                                            |                    |                                         |                         |                            |  |
| 61 | El cometa Sozin (IV) - L'Avatar Aang       | Joaquim Dos Santos | Michael Dante DiMartino Bryan Konietzko | 19 de juliol del 2008   | 13 d'octubre de 2008       |  |
| Per fi ha arribat el moment decisiu. En Zuko s'haurà d'enfrontar a l'Azula i l'Aang té més clar que mai que per doblegar l'energia del Senyor del Foc, la seva ànima ha de ser impertorbable, o bé serà corrompuda i destruïda. Ara tot depèn d'aquesta batalla final, que decidirà el futur de la Nació del Foc i del món sencer.                                         |                                            |                    |                                         |                         |                            |  |
| |                                            |                    |                                         |                         |                            |  |